# Parafia św. Stanisława w Dąbrowie Białostockiej
Parafia pw. Świętego Stanisława Biskupa Męczennika w Dąbrowie Białostockiej – rzymskokatolicka parafia należąca do dekanatu Dąbrowa Białostocka, archidiecezji białostockiej, metropolii białostockiej. 

## Zasięg parafii
Do parafii należą wierni z  miejscowości: 

- Dąbrowa Białostocka,
- Grabowo,
- Hamulka,
- Jałowo,
- Jałówka,
- Kamienna Nowa,
- Kamienna Stara,
- Kirejewszczyzna,
- Kropiwno,
- Miedzianow,
- Nowa Wieś,
- Osmołowszczyzna,
- Ostrowie,
- Podbagny,
- Sadek,
- Szuszalewo,
- Wiązówka,
- Wrońszczyzna
- Wesołowo

## Historia parafii
Parafia została utworzona w 1595 roku z fundacji podskarbiego litewskiego Piotra Wiesiołowskiego, którą potwierdził król Zygmunt III Waza. W 1674 roku ówczesna świątynia parafii została konsekrowana przez bpa wileńskiego Mikołaja Słupskiego i otrzymała wezwanie Wniebowzięcia Najświętszej Maryi Panny, Świętych Aniołów Stróżów i św. Joachima. W latach 1897–1902 wzniesiono obecny kościół parafialny z żółtej cegły, na planie łacińskiego krzyża, w stylu neoromańskim. Nową świątynię konsekrował w 1905 roku bp wileński Edward von Ropp.  
Podczas II wojny światowej (13 lipca 1944) Niemcy rozstrzelali proboszcza i dziekana dąbrowskiego – ks. W. Kuźmickiego.
29 marca 2020 roku podczas mszy świętej w kościele parafialnym miała miejsce interwencja policji w związku z naruszeniem przez miejscowych wiernych i duchowieństwo narodowej kwarantanny, wprowadzonej przez polski rząd na skutek pandemii SARS-CoV-2. Ówczesne regulacje przeciwepidemiczne ograniczały maksymalną liczbę uczestników zgromadzeń publicznych i uroczystości religijnych do 5 osób, natomiast w świątyni zgromadziło się ponad 50 wiernych. Zdarzenie to odbiło się szerokim echem w ogólnopolskich środkach masowego przekazu i było przedmiotem debaty publicznej. Wobec parafii wszczęte zostało wstępne postępowanie wyjaśniające mające na celu skierowanie sprawy do sądu. Był to jeden z dwóch najbardziej rażących przypadków przekroczenia przepisów sanitarnych w województwie podlaskim, drugi miał miejsce w cerkwi św. Jerzego w Białymstoku.
Od 2023 r. w każdą ostatnią niedzielę lutego odbywają się obchody rocznicy śmierci ks. Józefa Fordona. Każde wydarzenie przybliża wiernym życie budowniczego świątyni. W Boże Ciało 2024r. na budynku Domu Katechetycznego został odsłonięty mural przedstawiający ks. Józefa.

## Miejsca kultu
Kościół parafialny
- Kościół parafialny pw. św. Stanisława Biskupa Męczennika – murowany, neoromański kościół wybudowany w latach 1897–1902, konsekrowany w 1905

Kościoły filialne i kaplice
- Kościół pw. św Anny w Kamiennej Starej – drewniany, zabytkowy, zbudowany w I poł. XVII w.[10][11]
- Kaplica pw. Najświętszego Serca Pana Jezusa w Jałówce – kaplica publiczna, murowana[1]
- Kaplica pw. św. Michała w Dąbrowie Białostockiej